# Conidiobolus iuxtagenitus
Conidiobolus iuxtagenitus är en svampart som beskrevs av S.D. Waters & Callaghan 1989. Conidiobolus iuxtagenitus ingår i släktet Conidiobolus och familjen Ancylistaceae.   Inga underarter finns listade i Catalogue of Life.